# 破戒 (1977年电影)
《破戒》（英語：Broken Oath）是1971年上映的一部香港電影，由郑昌和执導、石刚编剧，洪金宝等人出演，该作主要讲述的是一位尼姑在复仇的时候意外的遇到了其他事情的故事。

## 劇情簡介
清朝时期，有四个仆人在被六亲王收买，于是杀死了他们曾经的服侍的主人，不过这家主人的妻子却侥幸活了下来，并在生下女孩后死去。
其后，他们的女儿成为了尼姑，但是她为了报仇，不惜破戒练习邪功，并在之后复仇的时候遇到了六亲王想要谋反等事情。
不过最后在尼姑等人的阻拦下导致六亲王谋反没成功，并且尼姑在之后也成功完成复仇。

## 演员
- 茅瑛
- 陈惠敏
- 梁小龙
- 金天柱
- 林正英
- 赵雄
- 金军
- 洪金宝
- 张佩山
- 元华
- 石天
- 朱由高

## 備註
1. ↑  魏君子. . 2019年.
2. ↑  黄仁. . 2014年.
3. ↑  . 1993年.
4. ↑  陈墨. . 2006年.
5. ↑  . 2003年.

## 相關連結
- 互联网电影数据库（IMDb）上《破戒》的资料（英文）
- 豆瓣电影上《破戒》的資料 （简体中文）
- 香港影庫上《破戒》的資料（繁體中文）